# Coupe Memorial 1929
Navigation
Édition précédente Édition suivante
La finale de l'édition 1929 de la Coupe Memorial se joue au Mutual Street Arena de Toronto en Ontario. Le tournoi est disputé dans une série au meilleur de trois rencontres entre le vainqueur du Trophée George T. Richardson, remis à l'équipe championne de l'est du Canada et le vainqueur de la Coupe Abbott remis au champion de l'ouest du pays.

## Équipes participantes
- Les Marlboros de Toronto de l'Association de hockey de l'Ontario, en tant que vainqueurs du Trophée George T. Richardson.
- Les Millionaires d'Elmwood de la Ligue de hockey junior du Manitoba en tant que vainqueurs de la Coupe Abbott.

### Résultats
Les Marlboros de Toronto remportent la Coupe en deux rencontres.
|  | Marlboros de Toronto | 4-2 (pr) | Millionaires d'Elmwood | Mutual Street Arena (Toronto) |

|  | Marlboros de Toronto | 4-2 | Millionaires d'Elmwood | Mutual Street Arena (Toronto) |

## Effectifs
Voici la liste des joueurs des Marlboros de Toronto, équipe championne du tournoi 1929 :
- Entraîneur : Frank Selke.
- Joueurs : Eddie Convey, Charlie Conacher, Clarence Christie, Jim Darragh, Bob Gamble, Max Hackett, Red Horner, Harvey Busher Jackson, Alex Levinsky, Alfred Moore, Laurie Moore, Harry Montgomery, Ellis Pringle.